# (368617) Sebastiánotero
(368617) Sebastiánotero est un astéroïde de la ceinture principale.

## Description
(368617) Sebastiánotero est un astéroïde de la ceinture principale. Il fut découvert le 5 octobre 2004 à Sonoita par Walter R. Cooney, Jr. et John Gross. Il présente une orbite caractérisée par un demi-grand axe de 2,81 UA, une excentricité de 0,13 et une inclinaison de 4,8° par rapport à l'écliptique.

## Compléments